# Baetis
Pour les articles homonymes, voir Baetis (homonymie).
Genre

Baetis est un genre d'éphémères de la famille des Baétidés, le plus riche en espèces de tous les genres de cette famille.
Les espèces du genre Baetis constituent une des composantes du plancton aérien. 
Elles sont comme tous les éphémères en voie de régression, probablement en raison de la pollution de l'eau et des sédiments, mais aussi en raison de la dégradation de l'environnement nocturne par la pollution lumineuse et peut-être aussi en raison de la pollution par la lumière polarisée, phénomène croissant qui peut être cause de puits écologique et de piège écologique pour les espèces sensibles à la polarisation de la lumière, dont font partie les éphémères.
Bien que considérées comme primitives dans le monde des insectes, les éphémères ont un système de vision assez sophistiqué et notamment les mâles de Baetis qui ont un œil double, apte à percevoir la polarisation de la lumière.

## Liste des espèces
Sélection d'espèces :
- Baetis niger
- Baetis muticus
- Baetis fuscatus
- Baetis buceratus
- Baetis atrebatinus
- Baetis alternata Say, 1824
- Baetis vernus
- Baetis rhodani
- Baetis scambus
- Baetis gemellus (Eaton, 1885)
- Baetis alpinus (Pictet, 1845)
- Baetis venustulus (Eaton, 1885)

## Éthologie
Le genre Baetis se caractérise par des espèces extrêmement précoces (mi-février pour Baetis rhodani), et dont les « éclosions » (émergences) ont lieu très souvent par les pires conditions météorologiques (pluie, neige...). C'est peut-être un moyen que la sélection naturelle a conservé pour éviter la prédation importante que subissent les éphémères au moment des émergences.

## Écologie
Ce genre se rencontre principalement dans de forts courants ; ce sont des organismes rhéophiles. Pour résister aux fortes contraintes hydrauliques et ainsi améliorer leur hydrodynamisme pour limiter ces coûts énergétiques, certains de ces organismes benthiques adoptent un fort aplatissement dorso-ventral.